# فرنتس نیمت
فرنتس نیمت (انگلیسی: Ferenc Németh؛ زادهٔ ۴ آوریل ۱۹۳۶) ورزشکار پنج‌گانه مدرن اهل مجارستان بود.
وی در مسابقات کشوری و بین‌المللی در مجموع برندهٔ ۲ مدال طلا شده‌است.